# Острва Ријау
Острва Ријау (инд. Provinsi Kepulauan Riau), познати и као Кепри, су једна је од 34 провинције Индонезије. Првобитно су били део провинције Ријау, да би у јулу 2004. године, стекли статус посебне провинције.
Провинција обухвата острва јужно од Малајског полуострва и састоји се од Ријау архипелага, те других група острва на југу, истоку и североистоку. Покрива укупну копнену површину од 8.202 км² 
Острва Ријау имају 1.679.163 становника (2010) и то је провинција са највећим порастом становника у Индонезији.
Центар провинције је Танџунг Пинанг.

## Демографија
Становништво чине: Малајци (36%), Јаванци (22%), Кинези (9%), Минангкабау (9%), Батаци (8%) и други. Најзаступљеније религије су ислам (79%) протестантизам (11%), будизам (7%), католицизам (3%) и друго.
| 2010.     |
| --------- |
| 1.679.163 |

## Галерија
- Поглед на једно острво у Ријау архипелагу